# 大将陣公園

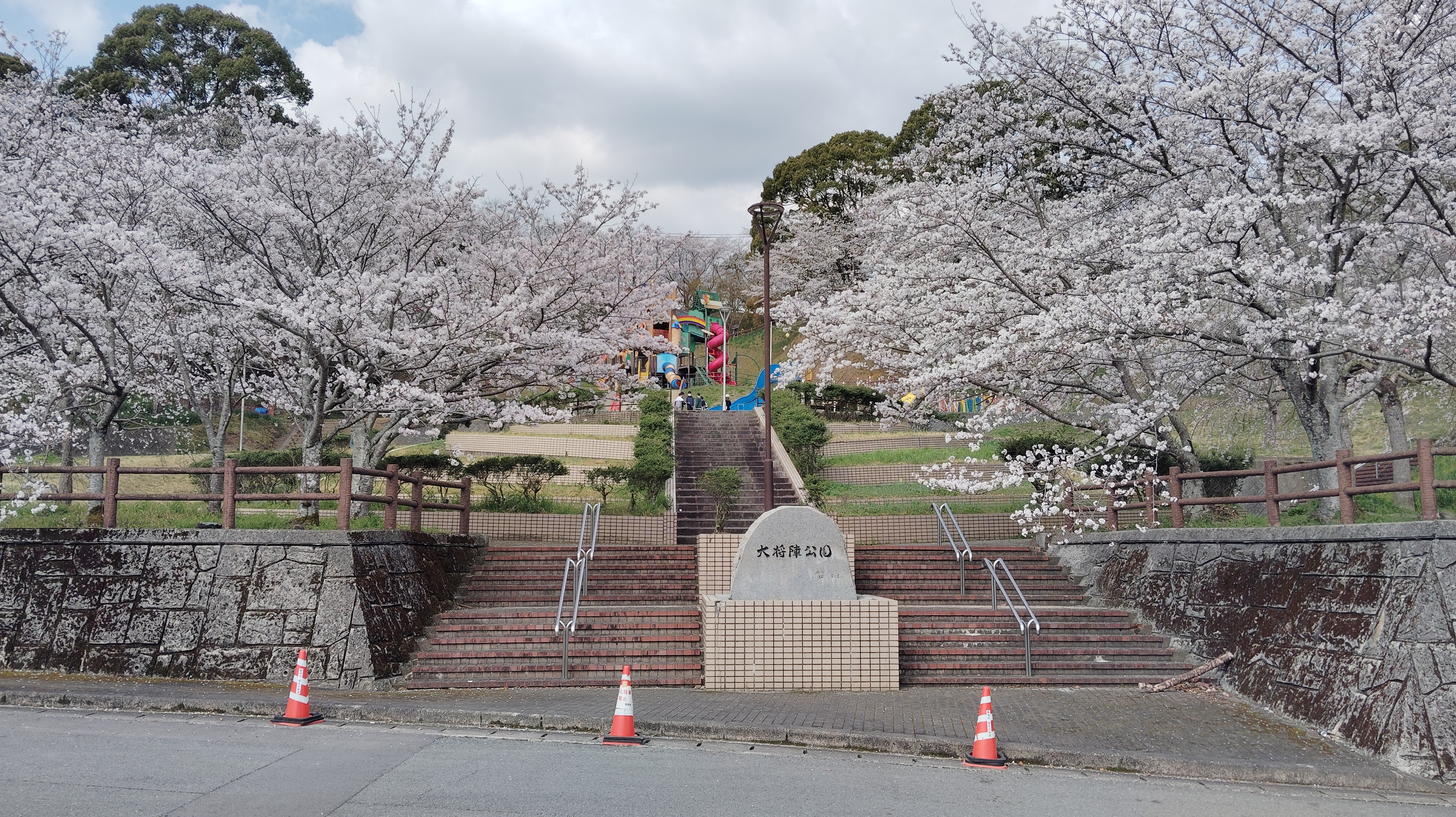
大将陣公園の桜

大将陣公園（たいしょうじんこうえん）は、福岡県飯塚市にある公園である。

## 概説
標高112mの大将陣山の一帯に広がる公園で、園内からは飯塚市内を一望できる眺望のほか、飯塚市内随一の桜の名所としても知られている。園内にはザイルクライミング、ターザンロープなどの遊具のほか、天文台「大将陣スタードーム」が設置されている。
「大将陣」の由来は、天慶4年（941年）源満仲が藤原純友の乱討伐の勅命を受けた際、この地で神の加護によって敵を打ち倒そうと勧請したことに由来。園内には「大将神社」という神社も鎮座している。

## 所在地・アクセス
- 所在地

福岡県飯塚市楽市1-14
- 交通アクセス

JR九州筑豊本線天道駅より徒歩28分（2.3km）
飯塚バスターミナルから西鉄バス済生会飯塚嘉穂病院ゆき、桂川駅経由西鉄大隈ゆきに乗車し「楽市公園前」下車、徒歩16分（1.3㎞）。
マイカーの場合、九州自動車道福岡インターチェンジから23㎞（八木山バイパス穂波西インターチェンジ経由）。もしくは同鞍手インターチェンジから25㎞。
駐車場あり

## ギャラリー

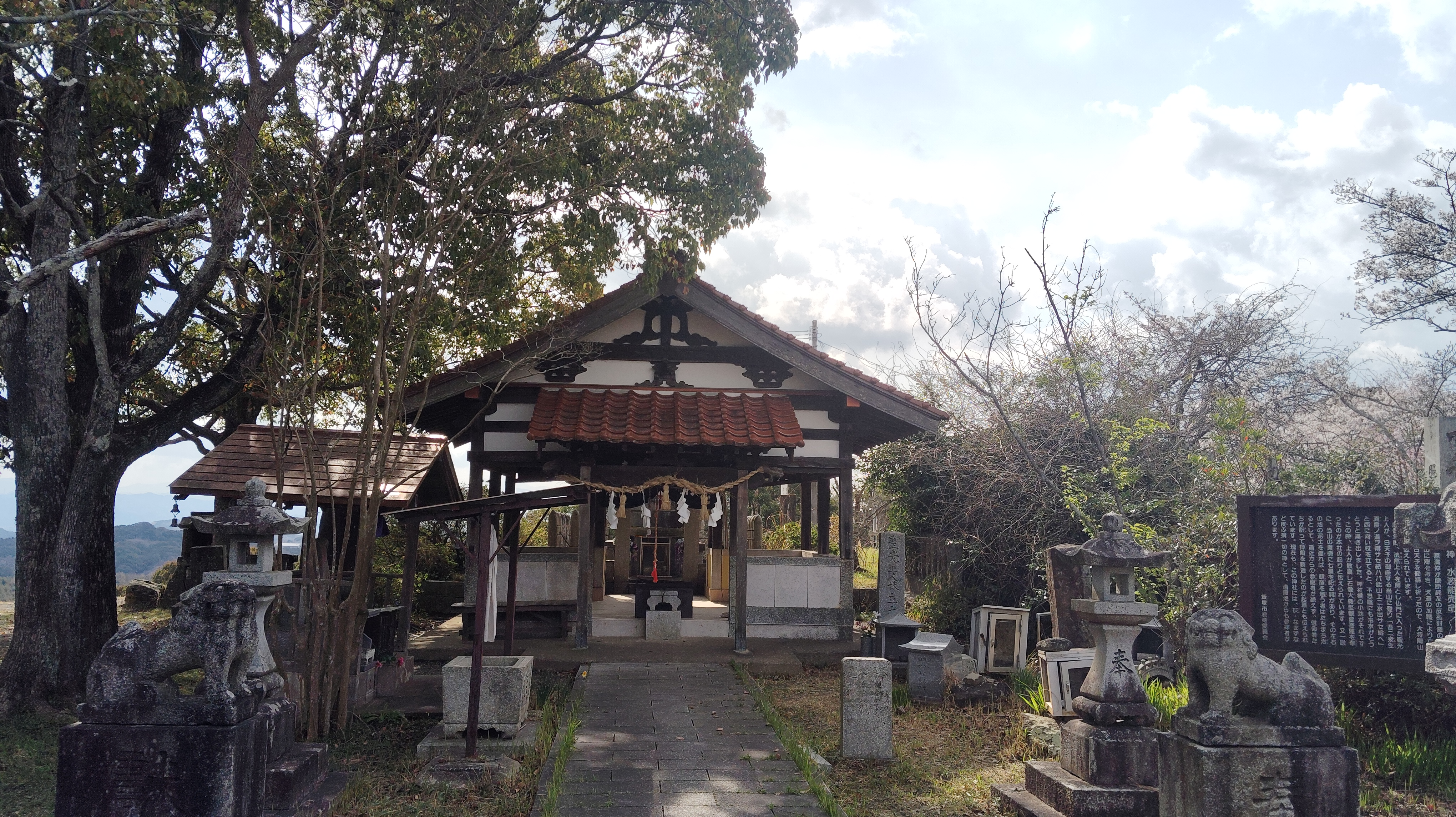
大将神社
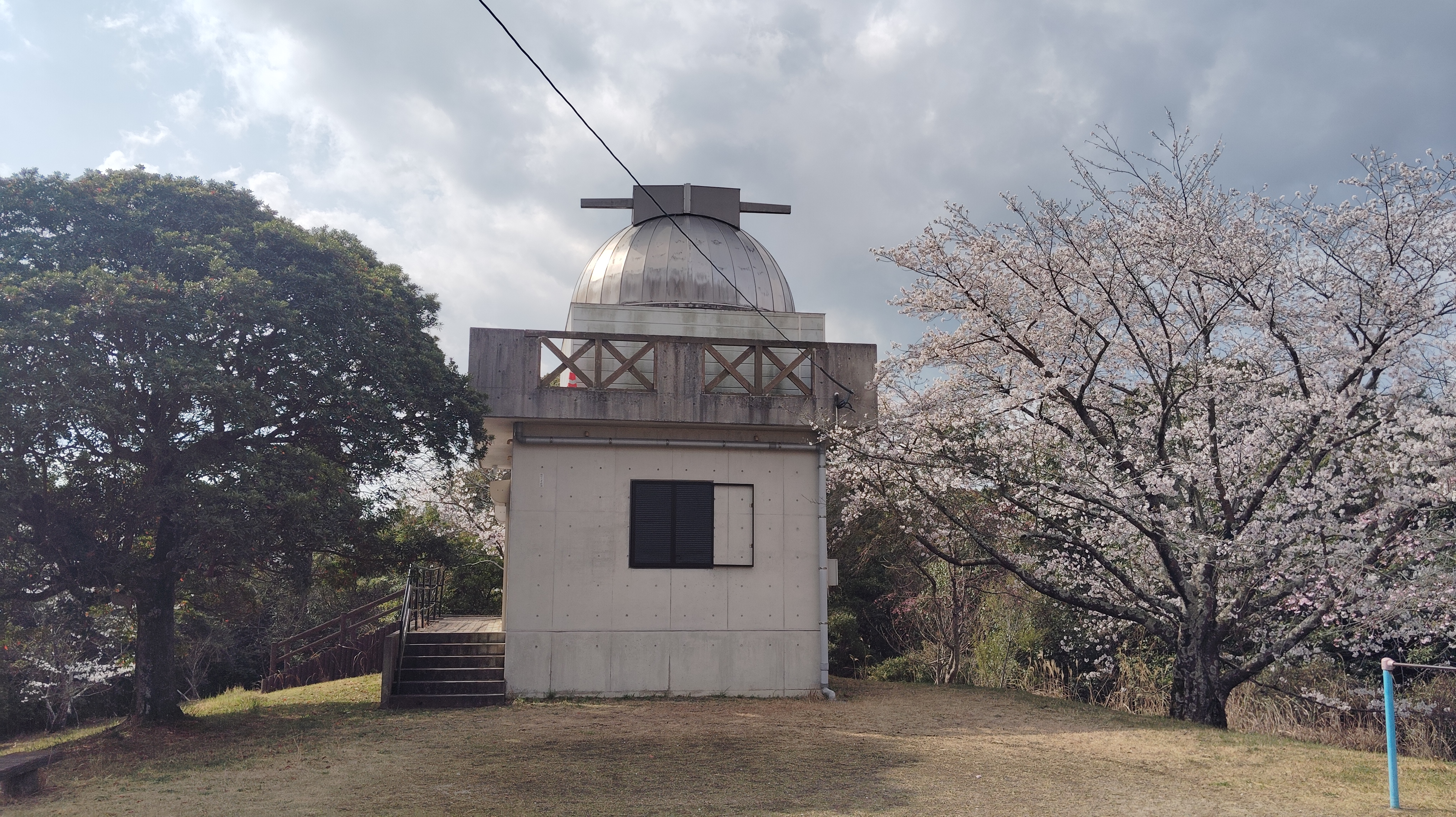
大将陣スタードーム
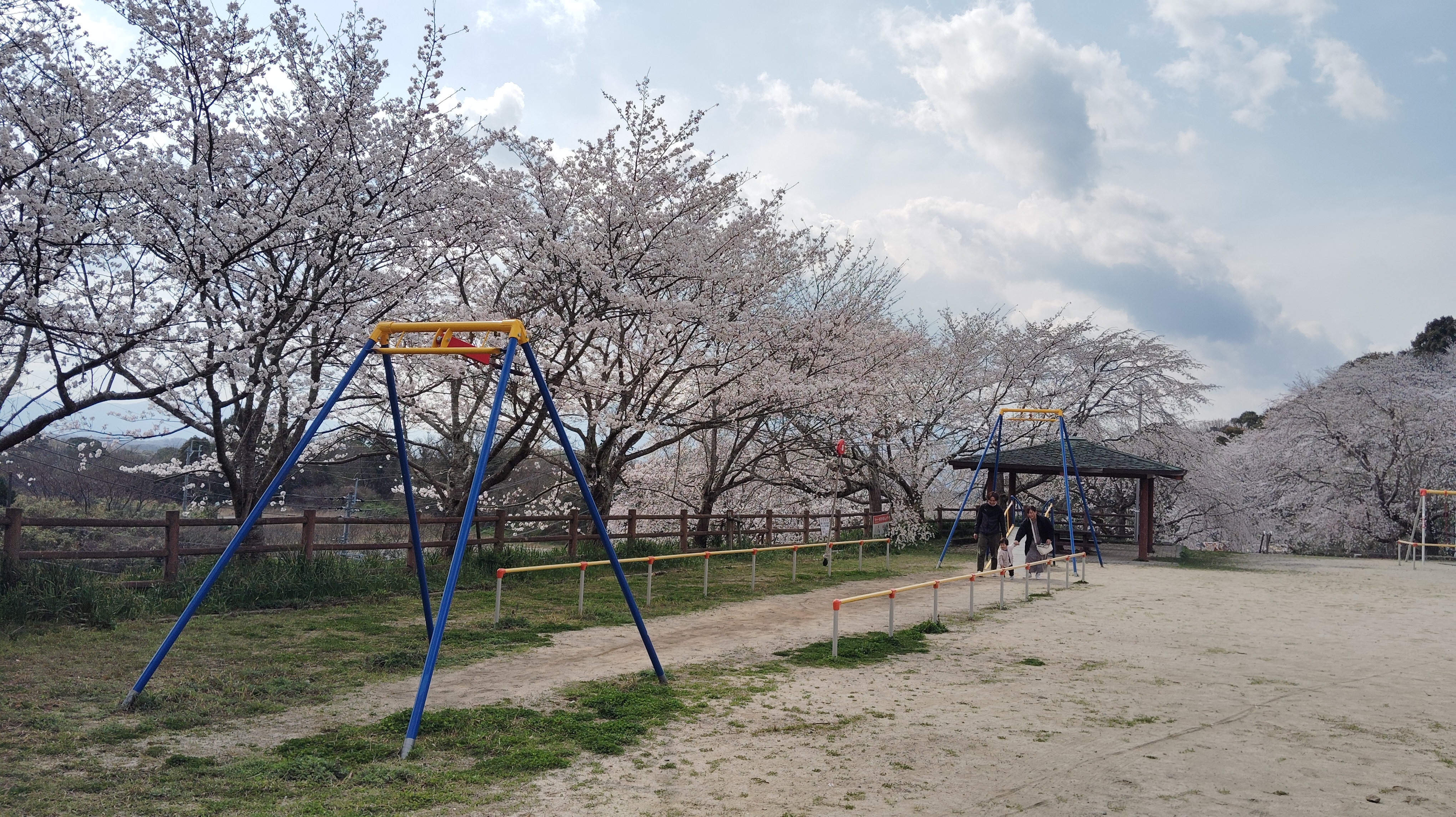
ターザンロープ
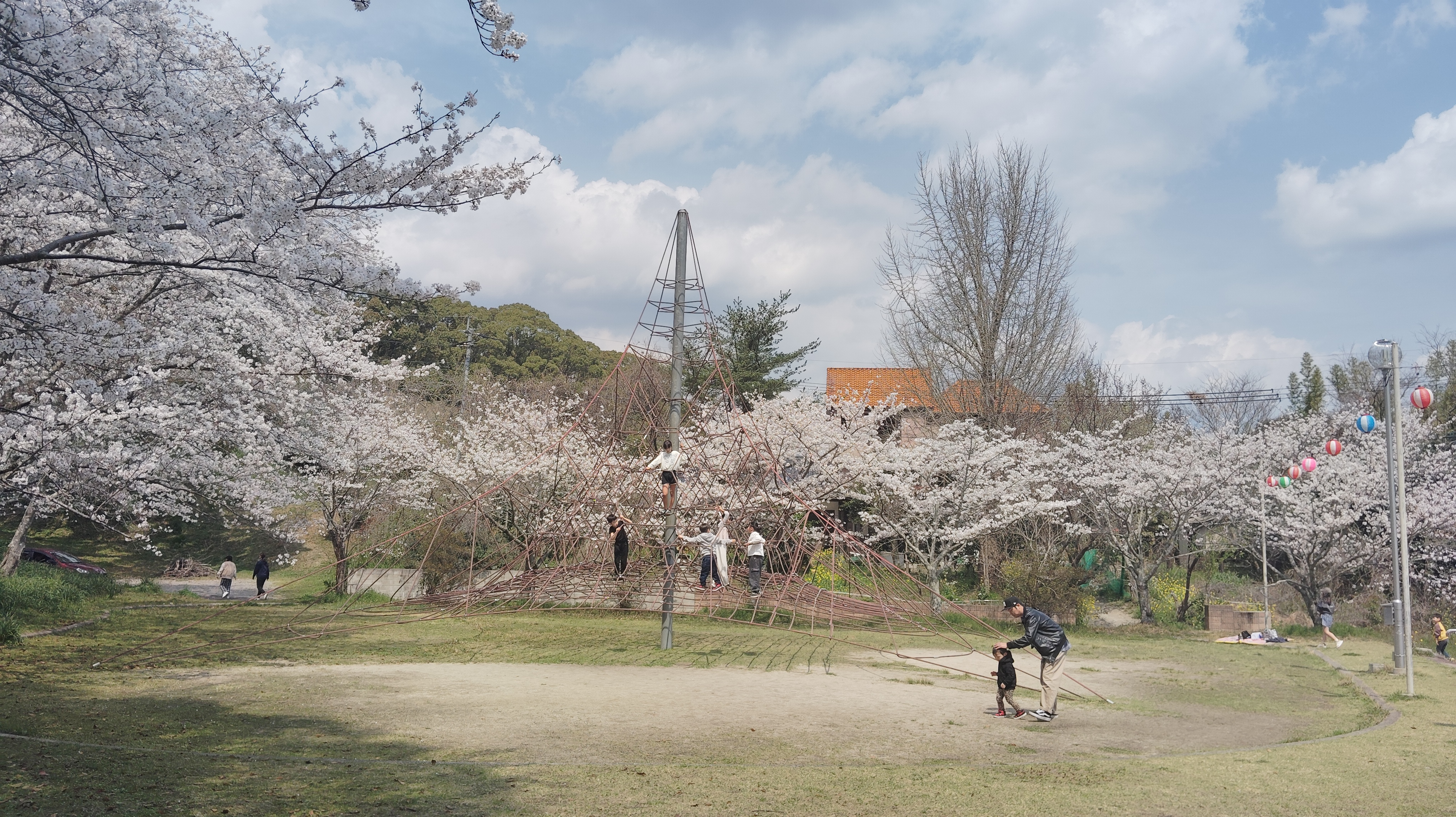
ザイルクライミング
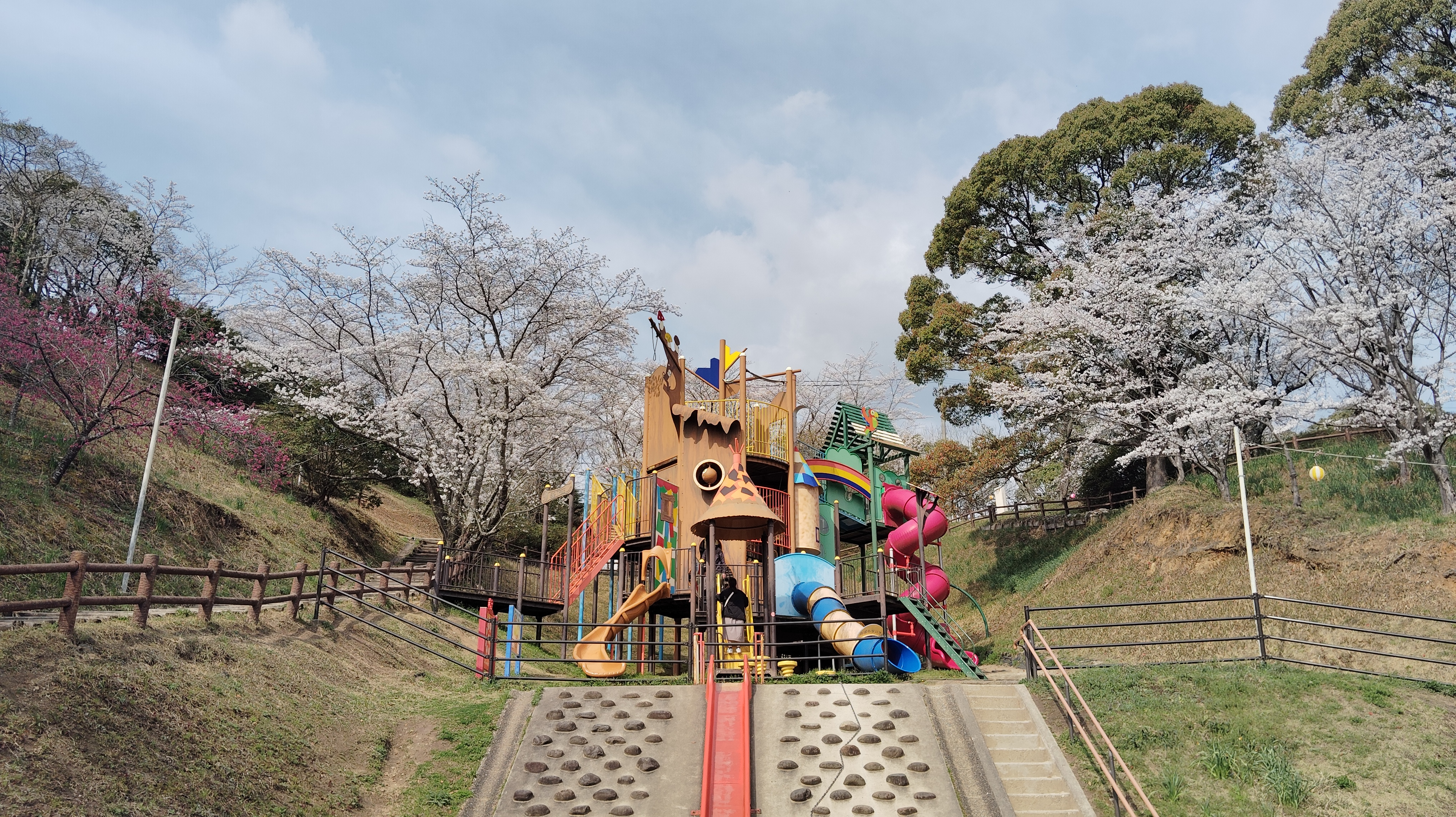
アスレチック遊具
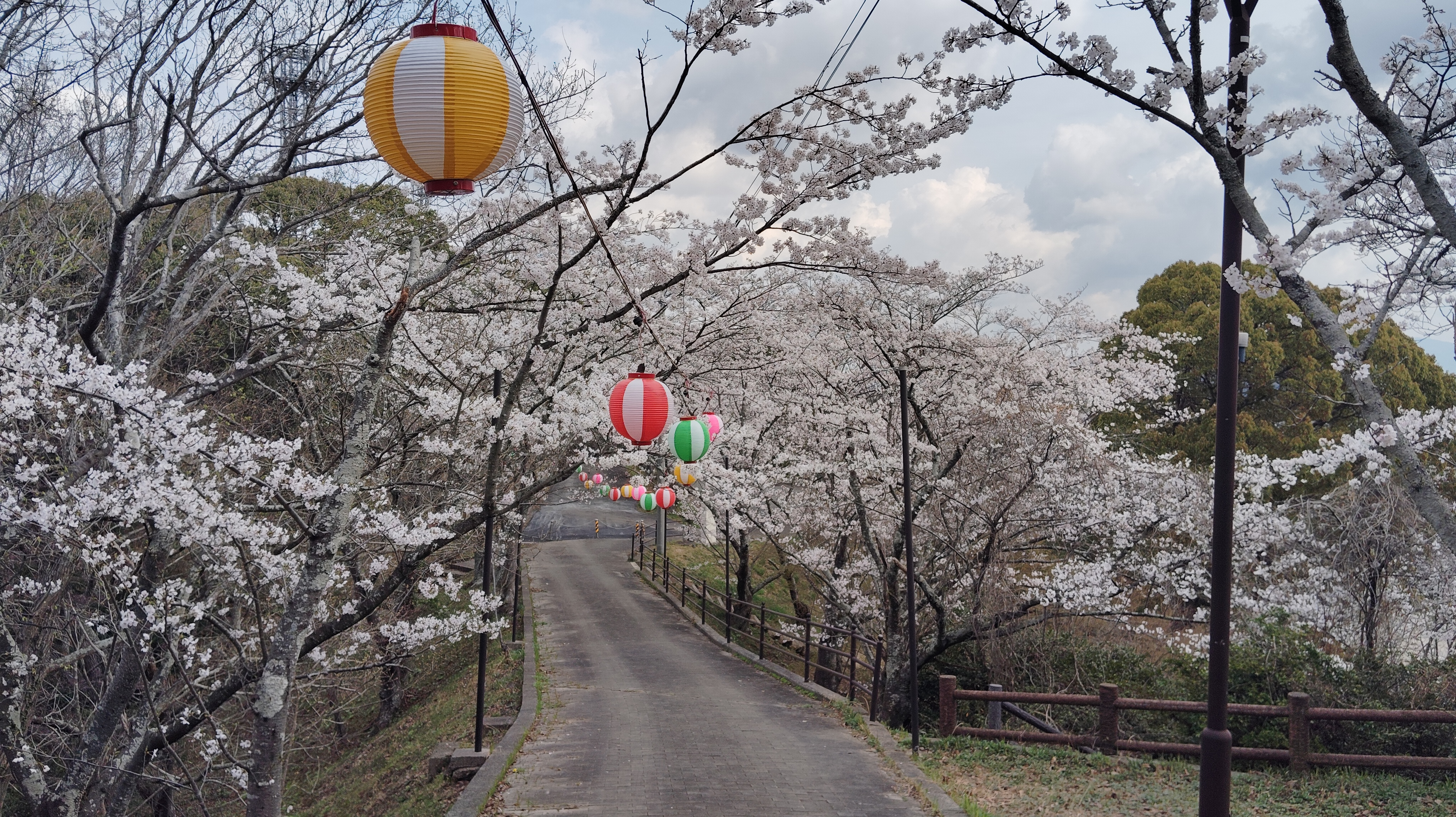
桜並木
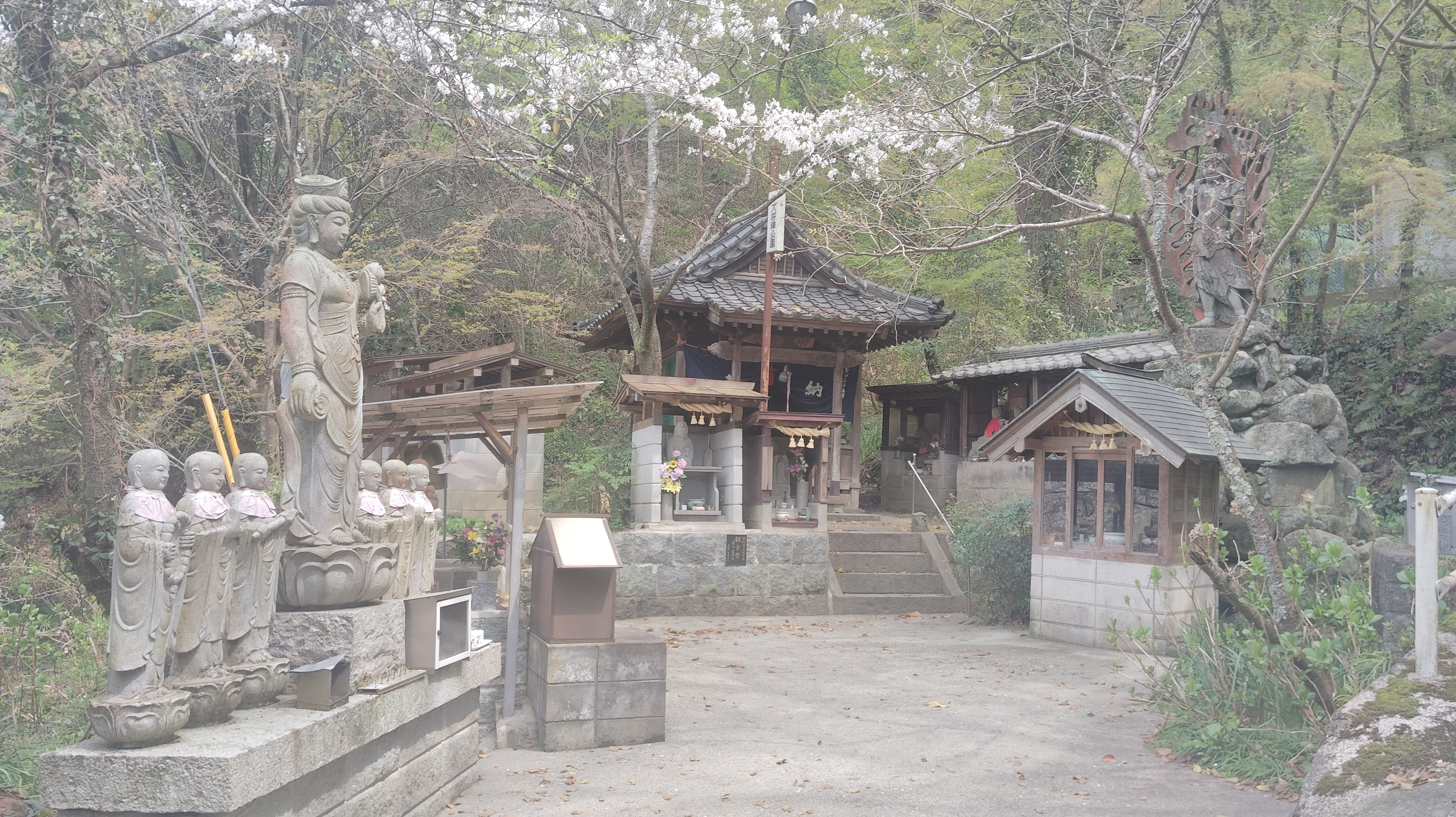
大将陣神社十三仏